# Сенецький сільський округ
Сене́цький сільський округ (каз. Сенек ауылдық округі, рос. Сенекский сельский округ) — адміністративна одиниця у складі Каракіянського району Мангистауської області Казахстану. Адміністративний центр — село Сенек.
Населення — 1819 осіб (2021; 2293 у 2009, 2039 у 1999, 2085 у 1989).
Станом на 1989 рік існувала Сенецька сільська рада (села Аккудук, Сенек).

## Склад
До складу округу входять такі населені пункти:
| Населений пункт | Населення, осіб (1989) | Населення, осіб (1999) | Населення, осіб (2009) | Населення, осіб (2021) |
| --------------- | ---------------------- | ---------------------- | ---------------------- | ---------------------- |
| Аккудук, село   | 280                    | 270                    | 255                    | 151                    |
| Сенек, село     | 1805                   | 1769                   | 2038                   | 1668                   |